# Víctor Hugo Montaño
Pour les articles homonymes, voir Montano.
Víctor Hugo Montaño, né le 1er mai 1984 à Cali (Colombie), est un footballeur franco-colombien, qui évolue au poste d'avant-centre.

## Biographie

### Vie personnelle
Dernier né de cinq enfants, Víctor Hugo Montaño est le frère de Johnnier Montaño, qui disputa la Copa América 1999 avec l'équipe de Colombie, et qui passa par le Parme FC. Sa mère est femme au foyer, et son père professeur de mathématiques.
Vivant en France depuis 2004, et souhaitant y demeurer, il obtient la nationalité française le 29 novembre 2012. Marié, il est le père d'une petite fille.

### En club
Après des débuts intéressants dans un club colombien, le CD Los Millonarios, il est repéré par un agent français, qui lui propose de rejoindre la France. Il y arrive lors de la saison 2004-2005 pour jouer au FC Istres, club fraîchement promu en Ligue 1. Son efficacité est faible, avec seulement 2 buts en 33 matches. À la suite de la relégation du FC Istres, il est recruté par le Montpellier HSC, club de Ligue 2. 
Ses statistiques avec ce club sont moyennes, avec 0,22 buts par match, mais il montre une progression constante au cours des saisons (1 but la première saison, puis 5, 6 et enfin 15 lors de la saison 2008-2009). Sa position de deuxième meilleur buteur de Ligue 2 et de meilleur buteur de son club en 2008-2009 lui vaut des convoitises de nombreux clubs de Ligue 1 ainsi que de certains clubs étrangers.
Le 29 mai 2009, Montaño monte avec Montpellier en Ligue 1. Le 29 août, il marque son premier but en Ligue 1 face à Nice lors de la 4e journée. Finalement, il est l'un des principaux artisans de la saison exceptionnelle du club promu, qui termine cinquième du championnat de France et se qualifie pour la Ligue Europa, en étant le meilleur buteur de l'équipe (11 réalisations). 
Le 29 juin 2010, il s'engage pour quatre saisons avec le Stade rennais FC pour un montant de 6,5 M€ . Après avoir été privé du premier match de la saison pour suspension, il joue son premier match sous les couleurs rennaises face à Nancy, ouvrant dans la foulée son compteur de buts et de passes décisives avec le Stade rennais. Le Colombien signe son premier doublé avec le Stade rennais le 9 janvier 2011 contre l'AS Cannes (national), match que l'équipe remporte 7-0. À l'issue de la saison 2010-2011, il termine meilleur buteur du club breton avec 11 buts (dont 9 en championnat).
Le 7 août 2013, Montaño signe un nouveau contrat de trois ans avec son ancien club, le Montpellier HSC. Ce retour dure un an et demi car, le 2 janvier 2015, le contrat liant Montaño au club montpelliérain est résilié.

### En sélection nationale
En 2003, il dispute la Coupe du monde des moins de 20 ans avec la Colombie. Titulaire durant toute la compétition, il marque deux buts. La Colombie s'incline en demi-finale face au Brésil (0-1). Suspendu, Montaño ne participe pas à la petite finale remportée par la Colombie devant l'Argentine.
Le 29 décembre 2008, il participe néanmoins à un match amical disputé par l'équipe nationale colombienne face à la Catalogne, sélection régionale non reconnue par la FIFA. Avant un match amical disputé par la Colombie face à l'Espagne le 9 février 2011, il est d'abord convoqué par son sélectionneur Hernán Darío Gómez avant d'être retiré de sa liste au motif qu'il revenait tout juste de blessure. Fin mars 2011, il est enfin sélectionné sous les couleurs colombiennes. Pour son premier match, contre l'Équateur, il ne marque pas mais participe à la victoire de son équipe (0-2), en tant que titulaire, avant d'être sorti à la 63e minute au profit de Carlos Carbonero.

## Statistiques

### Générales
| Saison                | Club                  | Championnat           | Championnat | Championnat | Coupe nationale | Coupe nationale | Coupe de la Ligue | Coupe de la Ligue | Compétition(s) continentale(s) | Compétition(s) continentale(s) | Compétition(s) continentale(s) | Colombie | Colombie | Total | Total |
| Saison                | Club                  | Division              | M.          | B.          | M.              | B.              | M.                | B.                | Comp.                          | M.                             | B.                             | M.       | B.       | M.    | B.    |
| 2004 - 2005           | FC Istres             | 1                     | 33          | 2           | 1               | 0               | 1                 | 0                 | -                              | -                              | -                              | -        | -        | 35    | 2     |
| 2005 - 2006           | Montpellier HSC       | 2                     | 33          | 1           | 6               | 4               | 3                 | 0                 | -                              | -                              | -                              | -        | -        | 42    | 5     |
| 2006 - 2007           | Montpellier HSC       | 2                     | 26          | 5           | 2               | 0               | 2                 | 1                 | -                              | -                              | -                              | -        | -        | 30    | 6     |
| 2007 - 2008           | Montpellier HSC       | 2                     | 29          | 6           | 2               | 0               | 2                 | 2                 | -                              | -                              | -                              | -        | -        | 33    | 8     |
| 2008 - 2009           | Montpellier HSC       | 2                     | 35          | 15          | 0               | 0               | 3                 | 2                 | -                              | -                              | -                              | -        | -        | 38    | 17    |
| 2009 - 2010           | Montpellier HSC       | 1                     | 36          | 11          | 1               | 1               | 0                 | 0                 | -                              | -                              | -                              | -        | -        | 37    | 12    |
| 2010 - 2011           | Stade rennais         | 1                     | 32          | 9           | 2               | 2               | 1                 | 0                 | -                              | -                              | -                              | 1        | 0        | 36    | 11    |
| 2011 - 2012           | Stade rennais         | 1                     | 29          | 6           | 3               | 0               | 1                 | 0                 | C3                             | 8                              | 4                              | -        | -        | 41    | 10    |
| 2012 - 2013           | Stade rennais         | 1                     | 10          | 1           | 0               | 0               | 1                 | 0                 | -                              | -                              | -                              | -        | -        | 11    | 1     |
| 2013 - 2014           | Montpellier HSC       | 1                     | 27          | 4           | 3               | 1               | 1                 | 0                 | -                              | -                              | -                              | -        | -        | 31    | 5     |
| 2014 - 2015           | Montpellier HSC       | 1                     | 9           | 1           | 0               | 0               | 1                 | 0                 | -                              | -                              | -                              | -        | -        | 10    | 1     |
| Total sur la carrière | Total sur la carrière | Total sur la carrière | 299         | 61          | 20              | 8               | 16                | 5                 | -                              | 8                              | 4                              | 1        | 0        | 344   | 78    |

### Matchs internationaux
La liste ci-dessous dénombre toutes les rencontres de l'Équipe de Colombie de football auxquelles Víctor Hugo Montaño prend part, du 26 mars 2011 jusqu'à présent.

## Palmarès

### En équipe nationale
- 1 sélection et 0 but avec l'équipe de Colombie depuis 2011.

### En club
- Montpelier HSC
  - Vice-Champion de Ligue 2 en 2009

- Stade rennais
  - Finaliste de la Coupe de la Ligue en 2013